# ترن هوایی

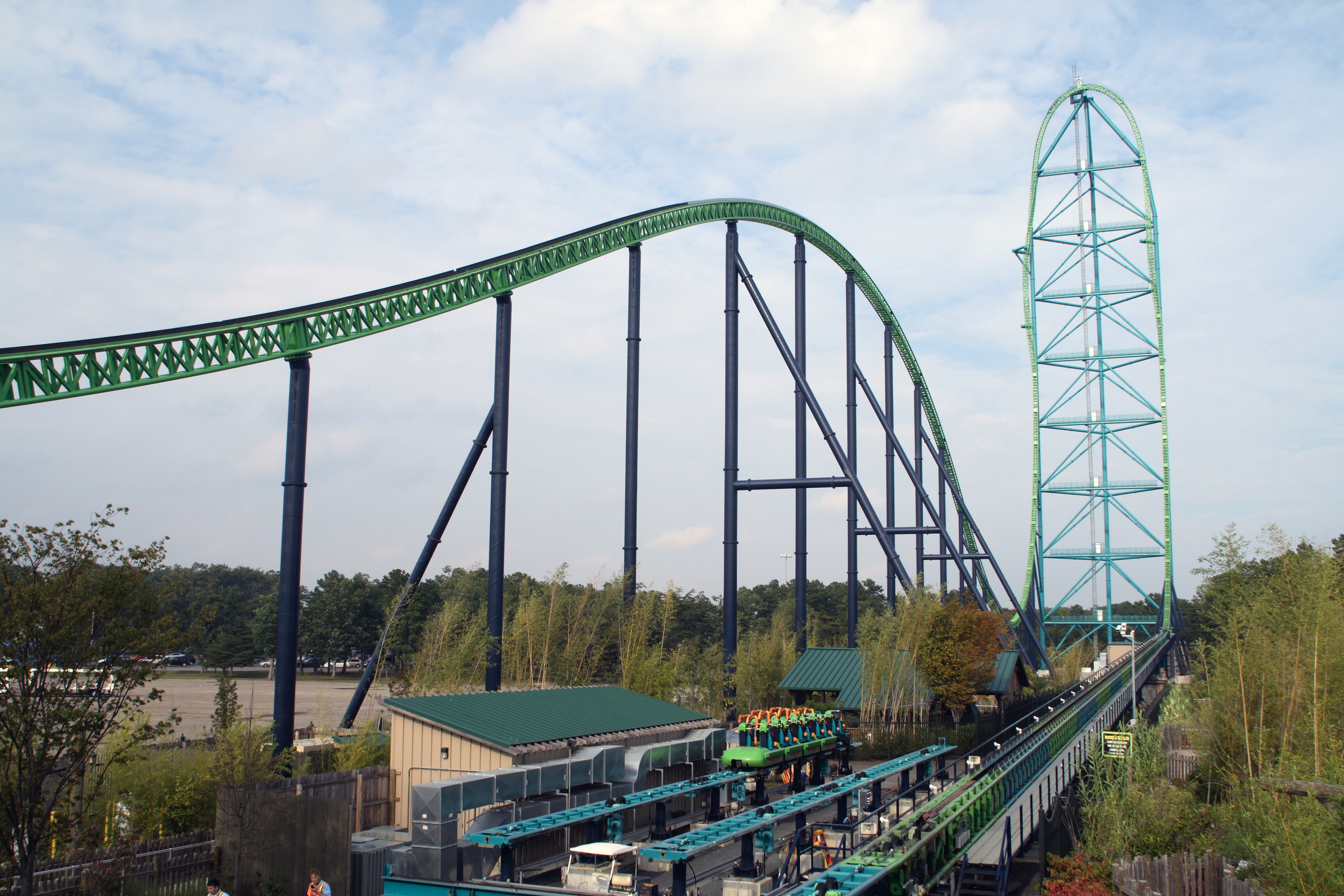
ترن زمینی کینگداکا واقع در نیوجرسی

ترن هوایی یا قطار مرگ یا قطار وحشت یک خط آهن مرتفع و پرپیچ و خم است که اغلب در شهر بازی وجود دارد. این وسیله یکی از بهترین و محبوب‌ترین وسایل سواری در شهربازی‌ها و پارک‌های مدرن است.

## قدیمی ترین ترن هوایی
Leap The Dips قدیمی ترین ترن هوایی عملیاتی است که در سال 1902توسط شرکت E. Joy Morris از فیلادلفیا ساخته شد.

## نگارخانه

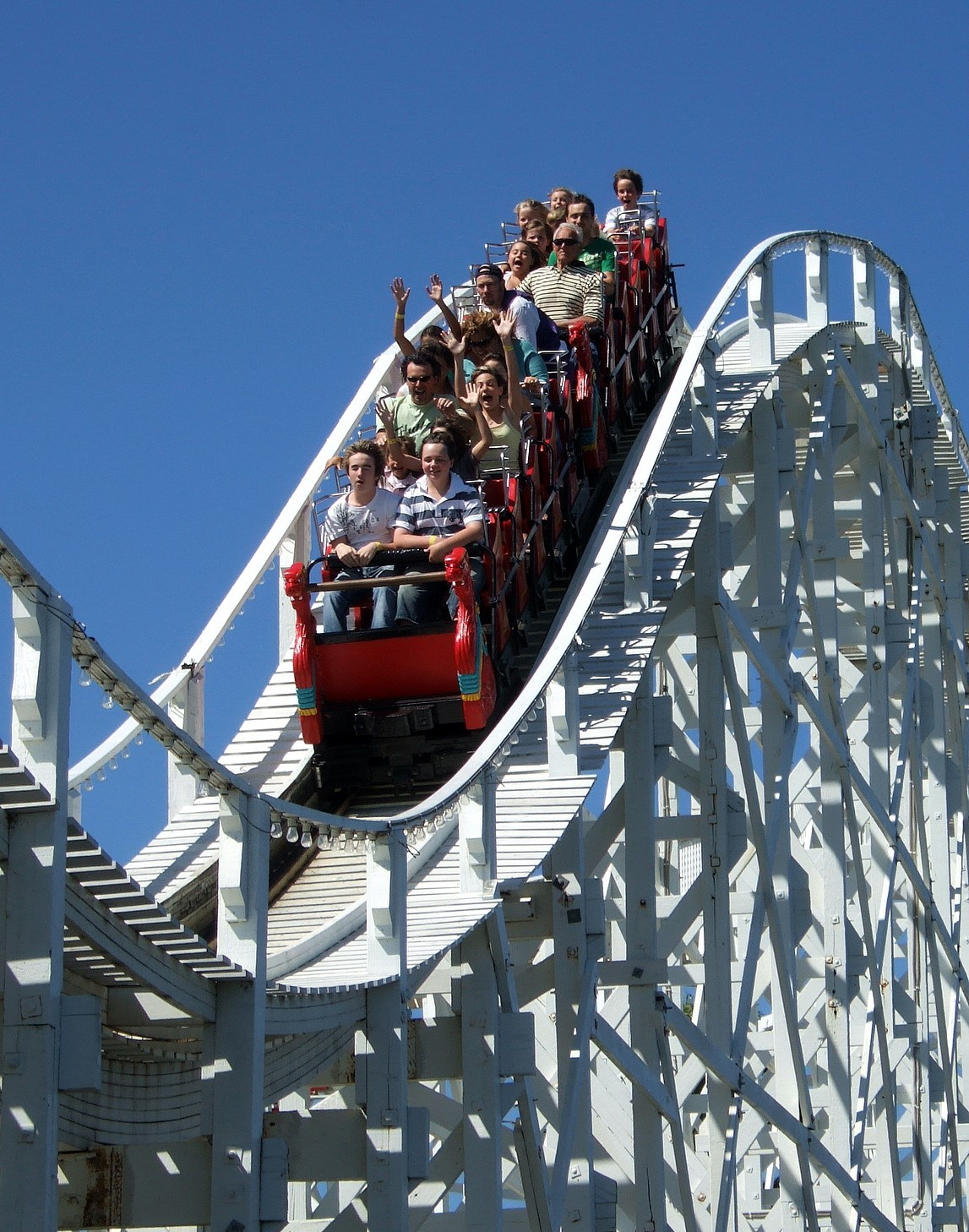
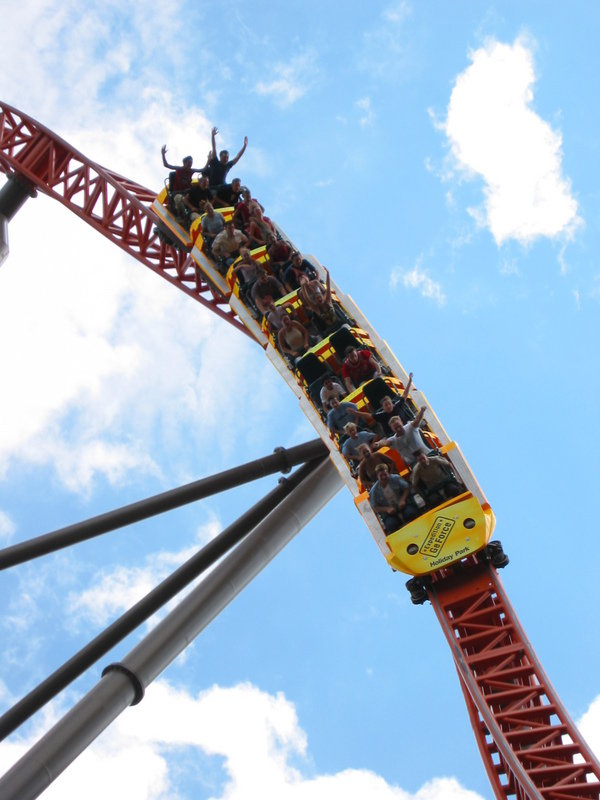
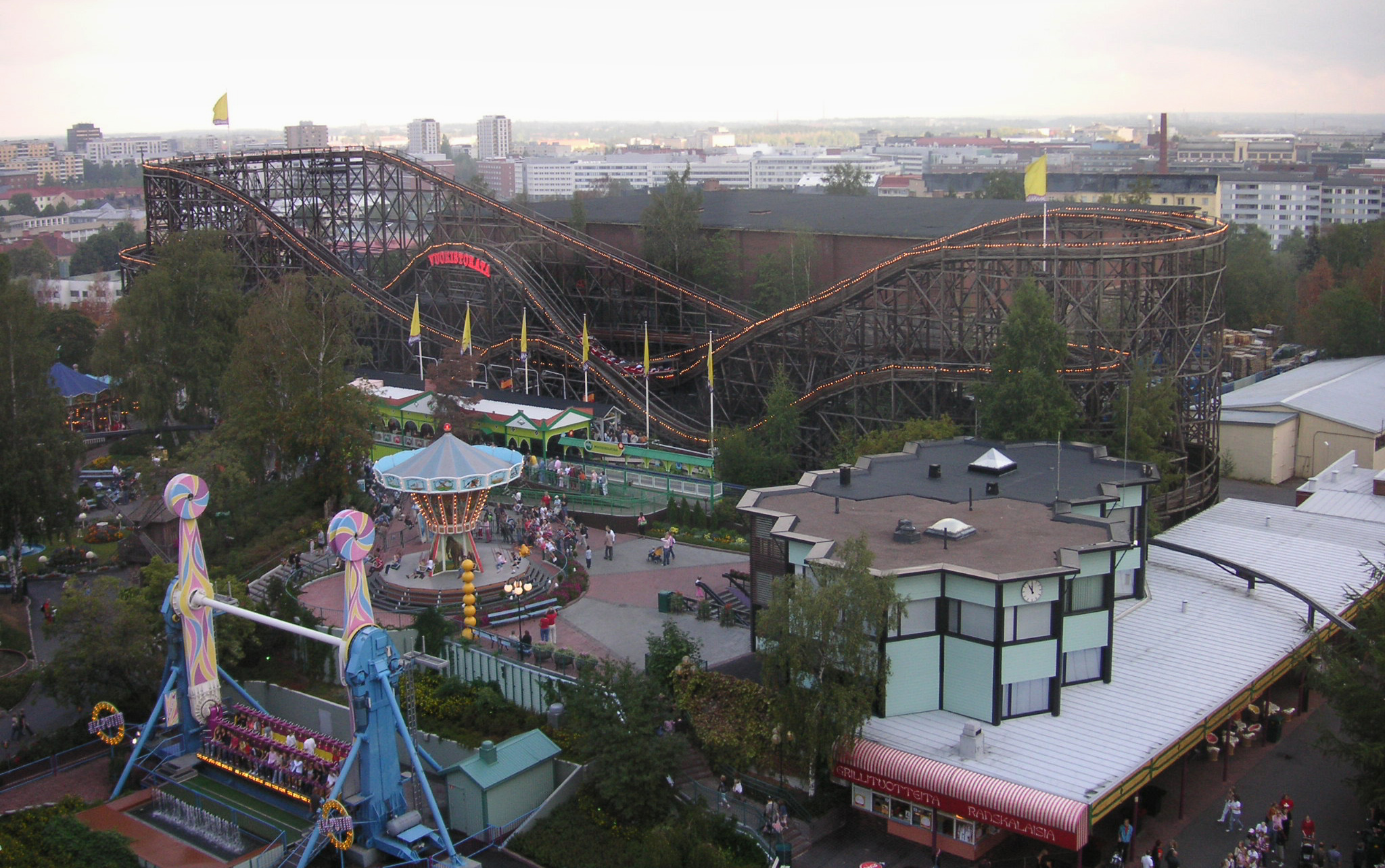
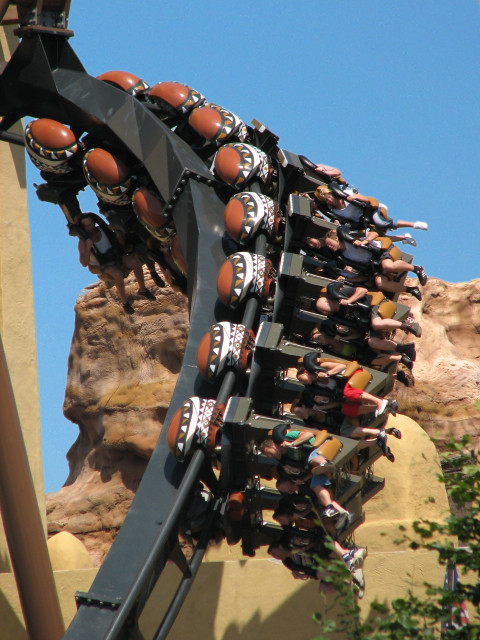
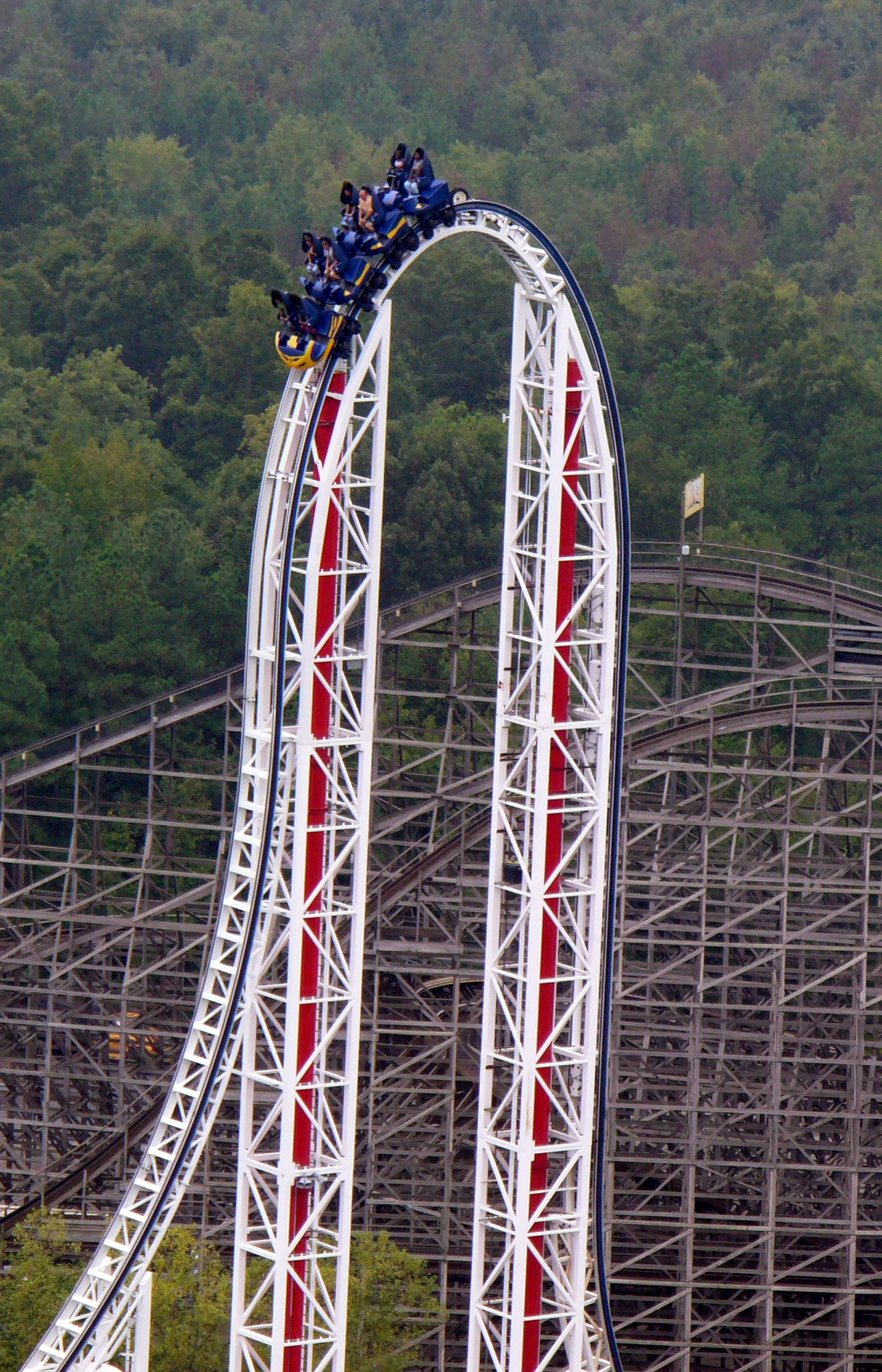
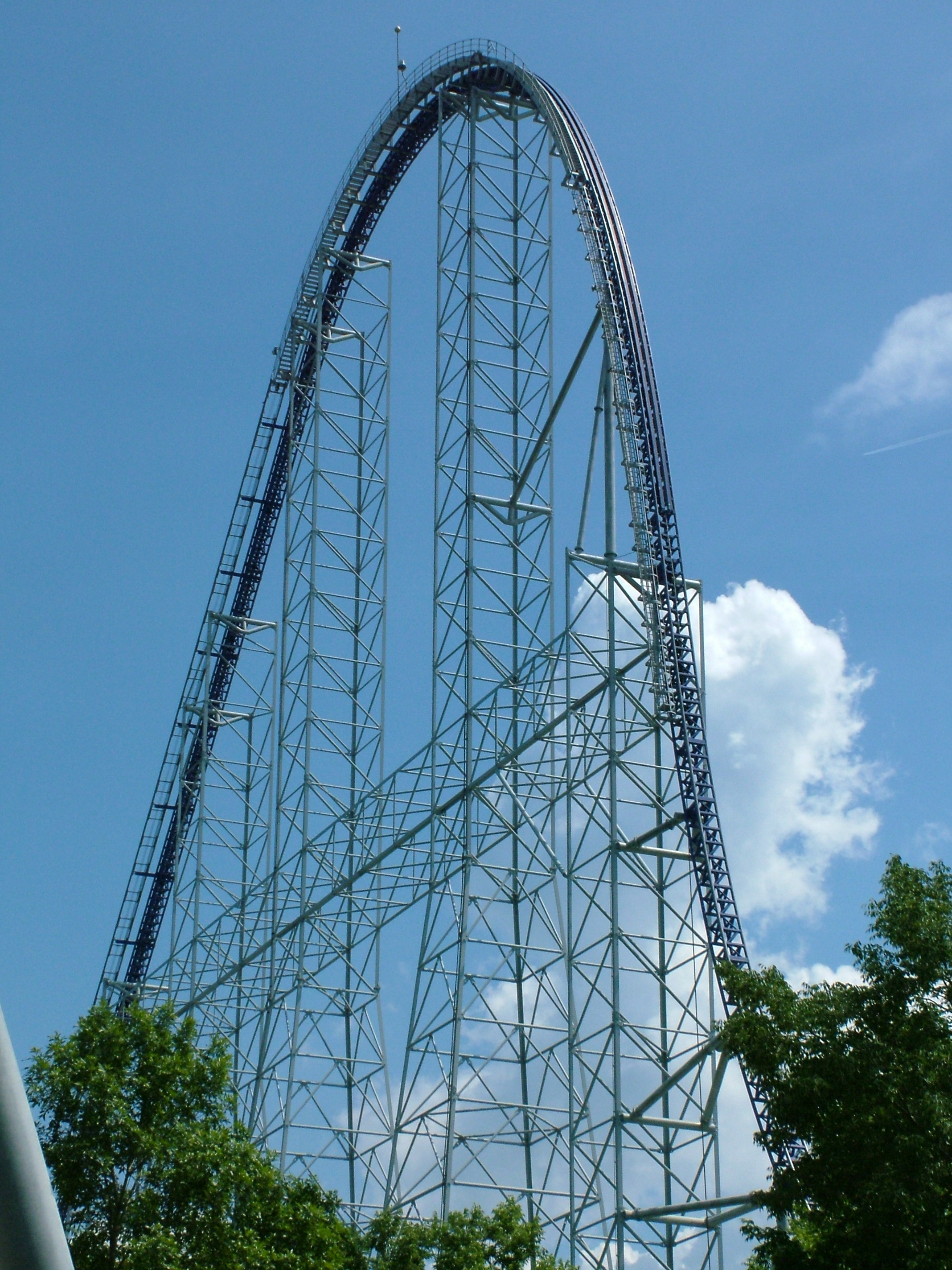